# Peter Roller

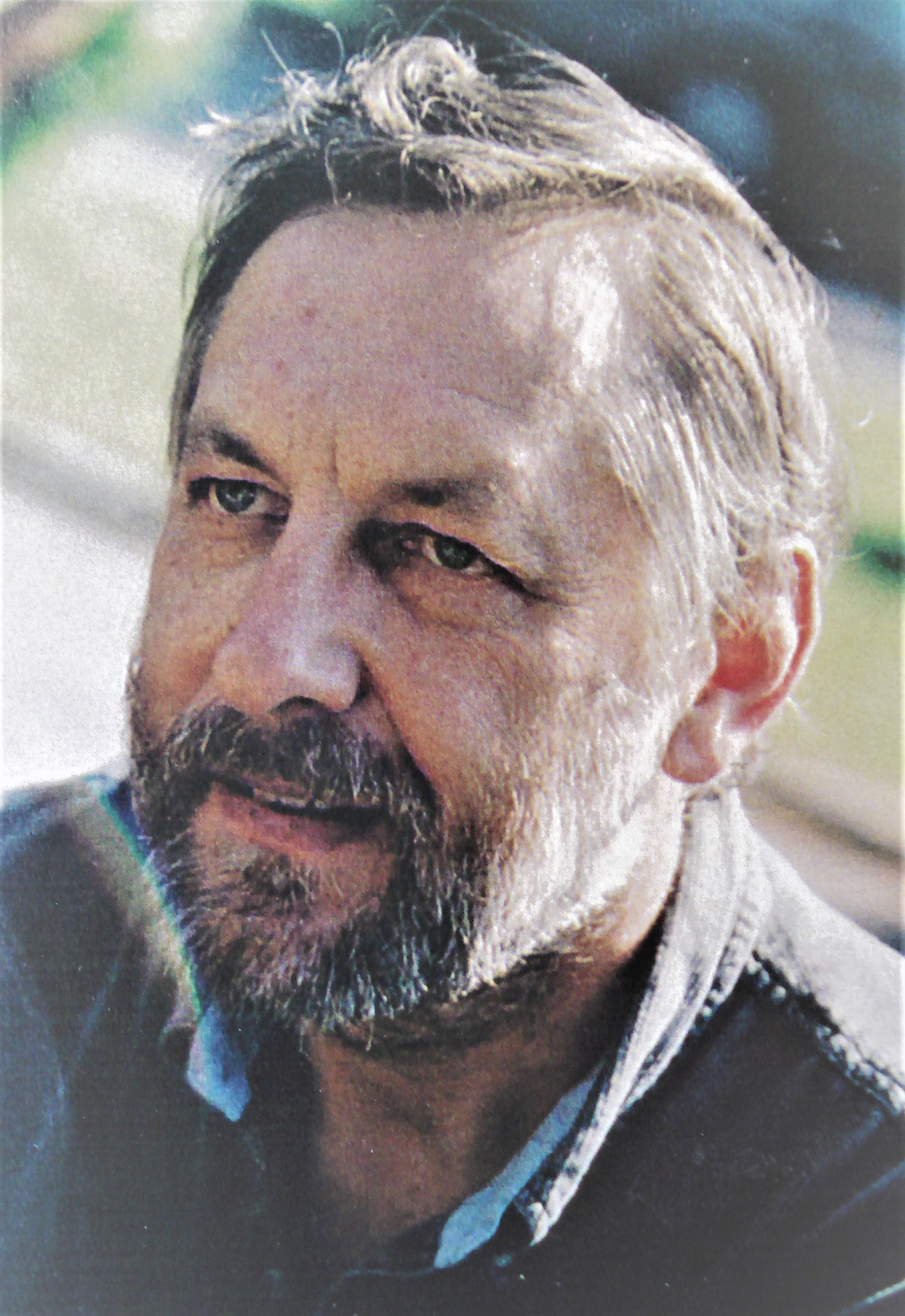
Peter Roller beim Europa-Symposium Kaisersteinbruch 2000

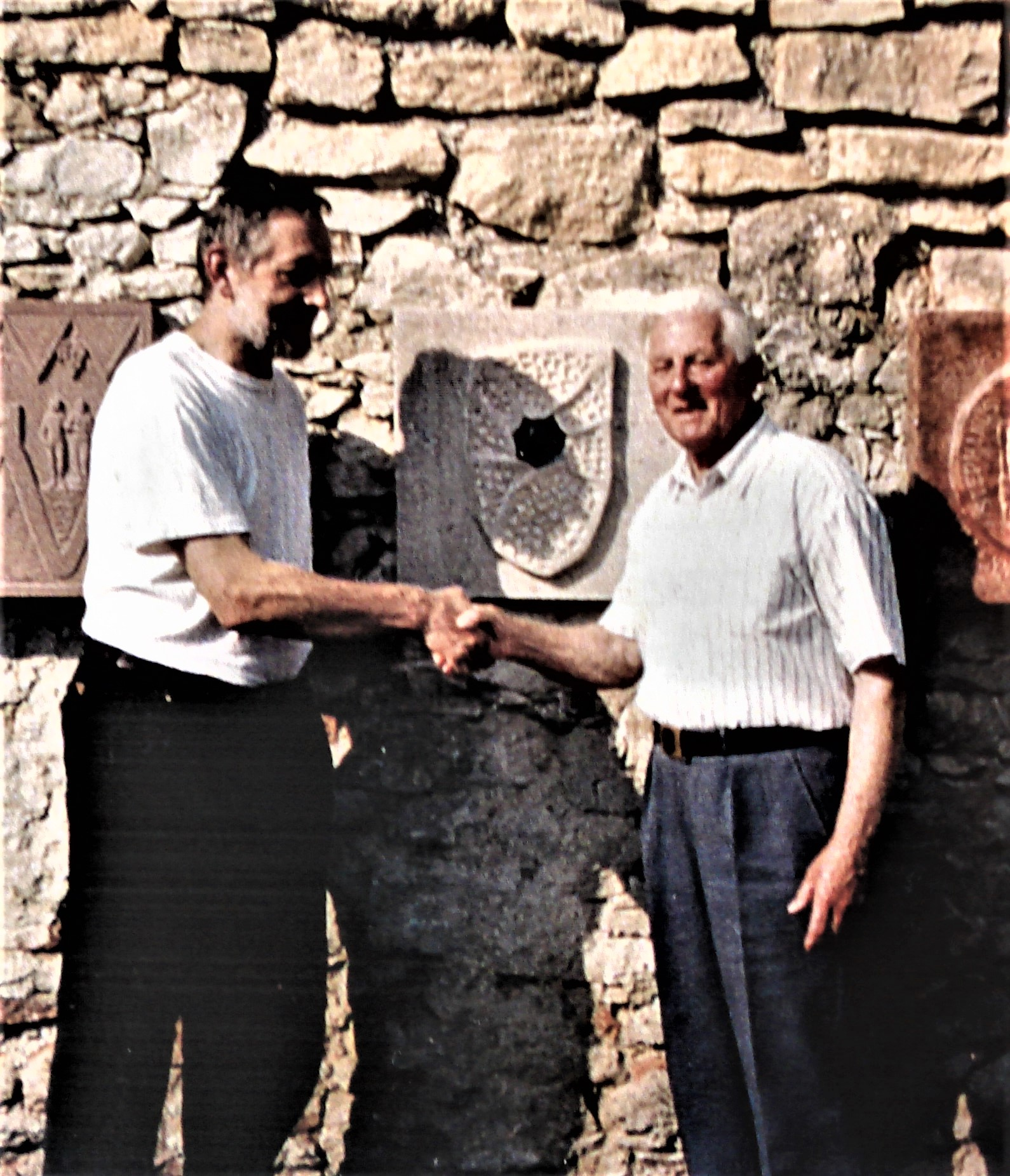
„Slowakei“-Platte Europa-Wand Kaisersteinbruch Roller u. Ťažký, Kriegsgefangener im ehem. Stalag XVIIA

Peter Roller (* 7. Juli 1948 in Bratislava, Tschechoslowakei) ist ein slowakischer Hochschullehrer, Bildhauer, Zeichner und Grafiker.

## Leben
Ausbildung
Peter Roller absolvierte von 1963 bis 1967 die Kunstgewerbeschule in Bratislava, Abteilung Holzschnitzerei bei Prof. Drexler und Prof. Korkoš.
In den Jahren 1969–1975 studierte er an der Akademie der Schönen Künste in Bratislava, Abteilung Figurale Bildhauerei, bei den Professoren Kostka, Trizuljak und Kulich.
- Ab 1992 arbeitete er als Assistent für Bildhauerei, wurde 1996 zum außerordentlichen Professor und 2009 zum Professor ernannt.

## Der künstlerische Weg

### Werke
Die Werke des Peter Roller umspannten einen weiten Bogen, Skulpturen, Reliefs, Objekte und Zeichnungen; Er erhielt Architekturaufträge.
Der Schwerpunkt seiner Arbeit lag in der Arbeit mit Stein, er verwendete auch Stahl und Edelstahl und widmet sich der Erstellung von Modellen monumentaler Objekte. Er arbeitet an Monumental- und Kammerplastik, Zeichnung und Grafik.
Seit 1976 stellt er auf Ausstellungen slowakische Kunst im In- und Ausland aus. Internationale Sammlungen erwarben Werke, wie die Graphische Sammlung Albertina in Wien, das Britische Museum in London.
- 1999 gestaltete Roller für den Lagerfriedhof des ehem. Stalag XVII A, in Sommerein gelegen, einen Gedenkstein für slowakische Kriegsgefangene. Als ein besonderer Gast bei der Einweihung war der Ehrenpräsident des Slowakischen Schriftstellerverbandes Ladislav Ťažký zugegen.
- 2007 hatte die Slowakei ein Slowakisches Nationaltheater#Neues Haus am Donauufer von Bratislava errichtet. Vor dem Neubau befinden sich die Peter-Roller-Kaskade und die beiden Türme des Architekten Pavel Bauer.

### Monumentale Werke im Ausland
Ungarn – Villány, Pécs; Japan – Hagi und Aio; Österreich – Lindabrunn, Baden, Kaisersteinbruch, Breitenfurt; Deutschland – Bad Dürkheim, Mayen; Slowenien – Portorož, Lendava; USA – Burlington; Kanada – Toronto, Scarborough; Tschechien – Hořice, Prag, Telč.

### Teilnehmer bei Symposien
Peter Roller war Teilnehmer bei mehr als 40 Symposien in aller Welt (Hagi (1981, 1984) und Aio (1994) in Japan), (Auswahl).
- Hořice v Podkrkonoší seit 1966 wurden Steinplastiken auf dem Gotthard Hügel bei Bildhauersymposien geschaffen.[2]

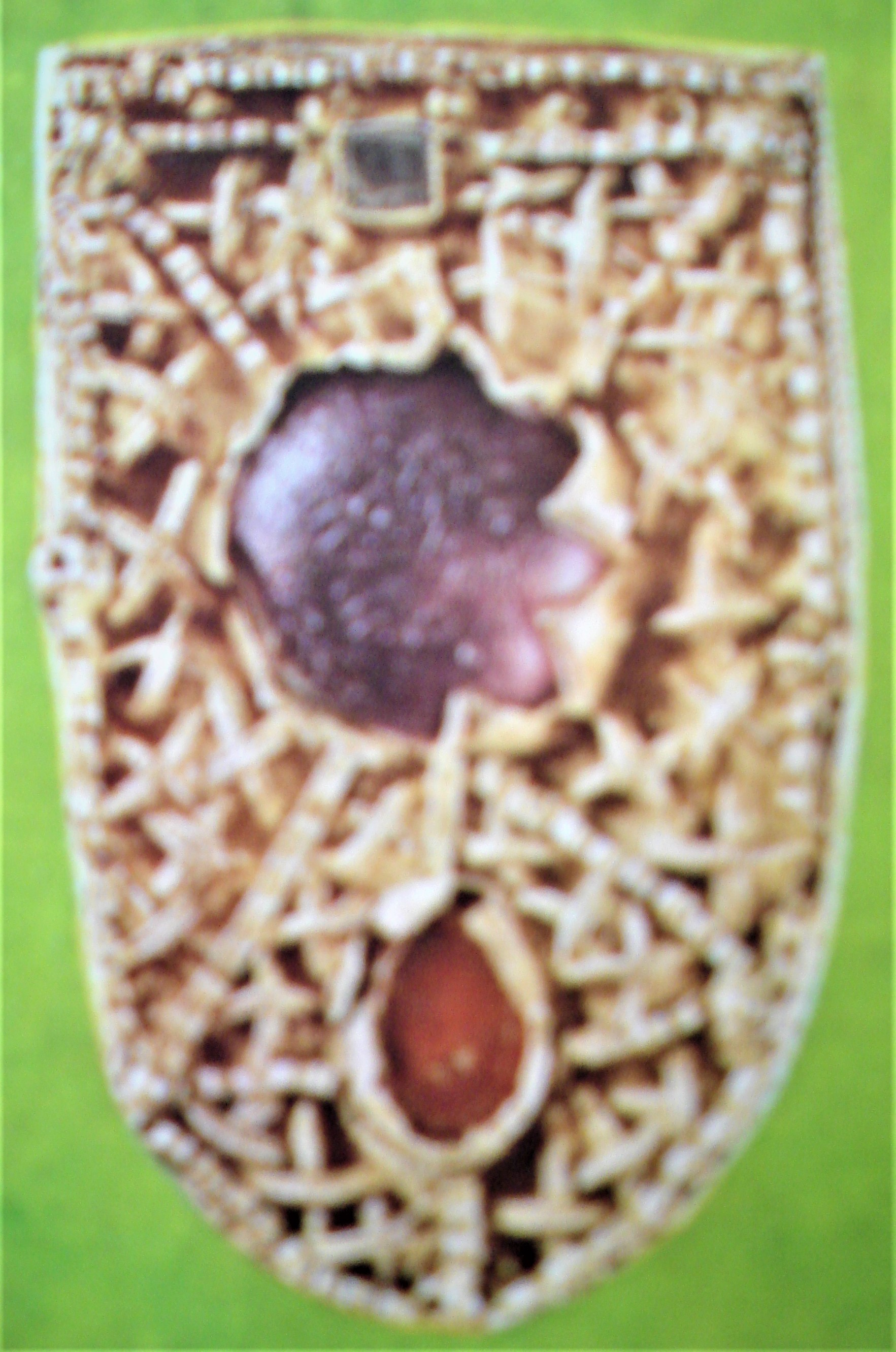
Großmährenkultur 9. Jahrhundert

- Mit dem Internationalen Bildhauersymposion Lindabrunn in Niederösterreich arbeitete Roller ab 1985 zusammen, nahm an mehreren Symposien teil und leitete Studentensymposien.
- 1994 LAPIDEA Stiftung für Kunst und Kultur Skulpturenpark
- 3. Juli 1999 2. Europa-Symposium Kaisersteinbruch, Rumänien Alexandru Ciutureanu, Deutschland Olga Knoblach-Wolff, Slowakei Peter Roller und Ungarn Ferenc Gyurcsek.

„Das Motiv, ein Großmährenreichs-Juwel, soll den historischen Platz Slowakei im Zentrum von Europa erwähnen. Es stammt aus dem 9. Jahrhundert n. Chr. mit einem in der Mitte eingesetzten Glasdetail. Im Glas, einem Herzen entsprechend, wird Slowakei eingraviert.“

- 2000/03 Internationales Symposium (Stein), Vyšné Ružbachy, Slowakei. Abbildungen: Steinskulpturen 2000/03, vorletztes Werk.
- 2009 Die Steinbildhauersymposien in Seča finden seit 1961 regelmäßig auf der Halbinsel Seča in Portorož in Slowenien statt. Die Teilnehmer 2009 waren Li Zhao (China), Chris Peterson (Niederlande), Peter Roller (Slowakei) und Gorazd Poposki (Mazedonien). Ihre Skulpturen wurden in Strunjan und Portorož aufgestellt. Dieses Symposion war dem Gründer der Symposionbewegung Karl Prantl gewidmet.

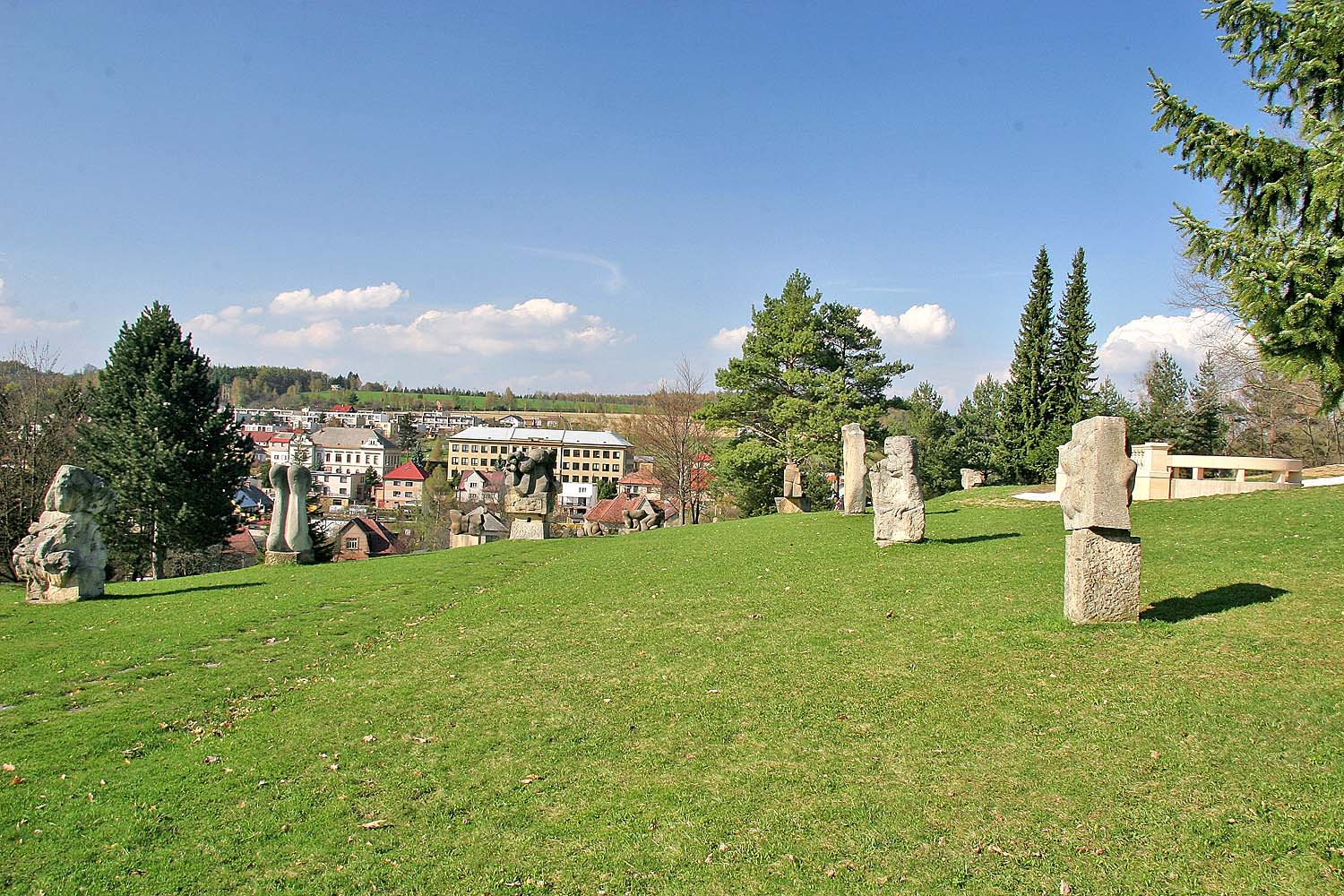
Moderne Steinplastiken auf dem Hügel Gotthard von Horschitz
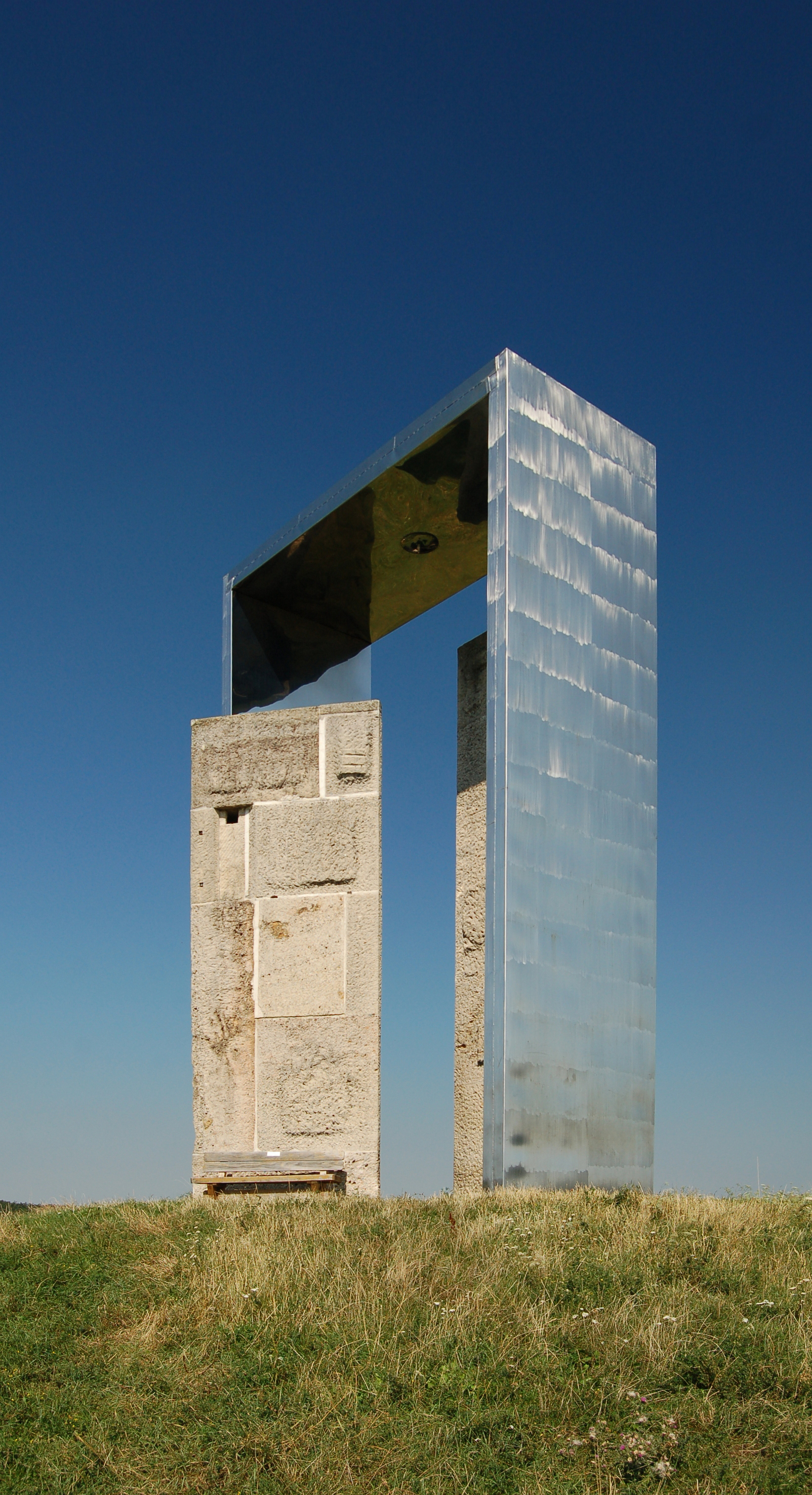
Lindabrunn 1988
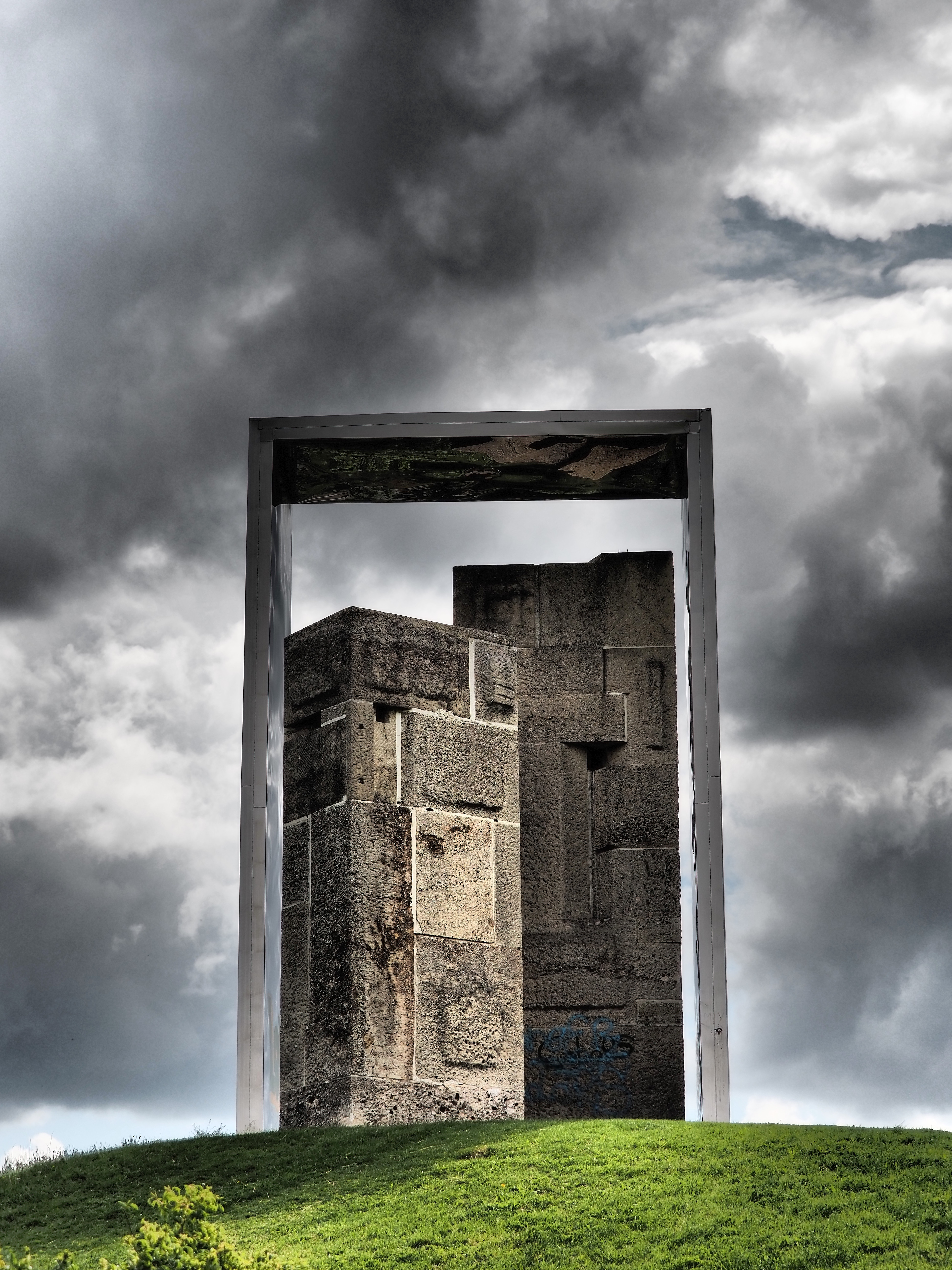
Tor der Erkenntnis
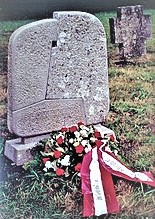
Lagerfriedhof 1999 „Slowakei“
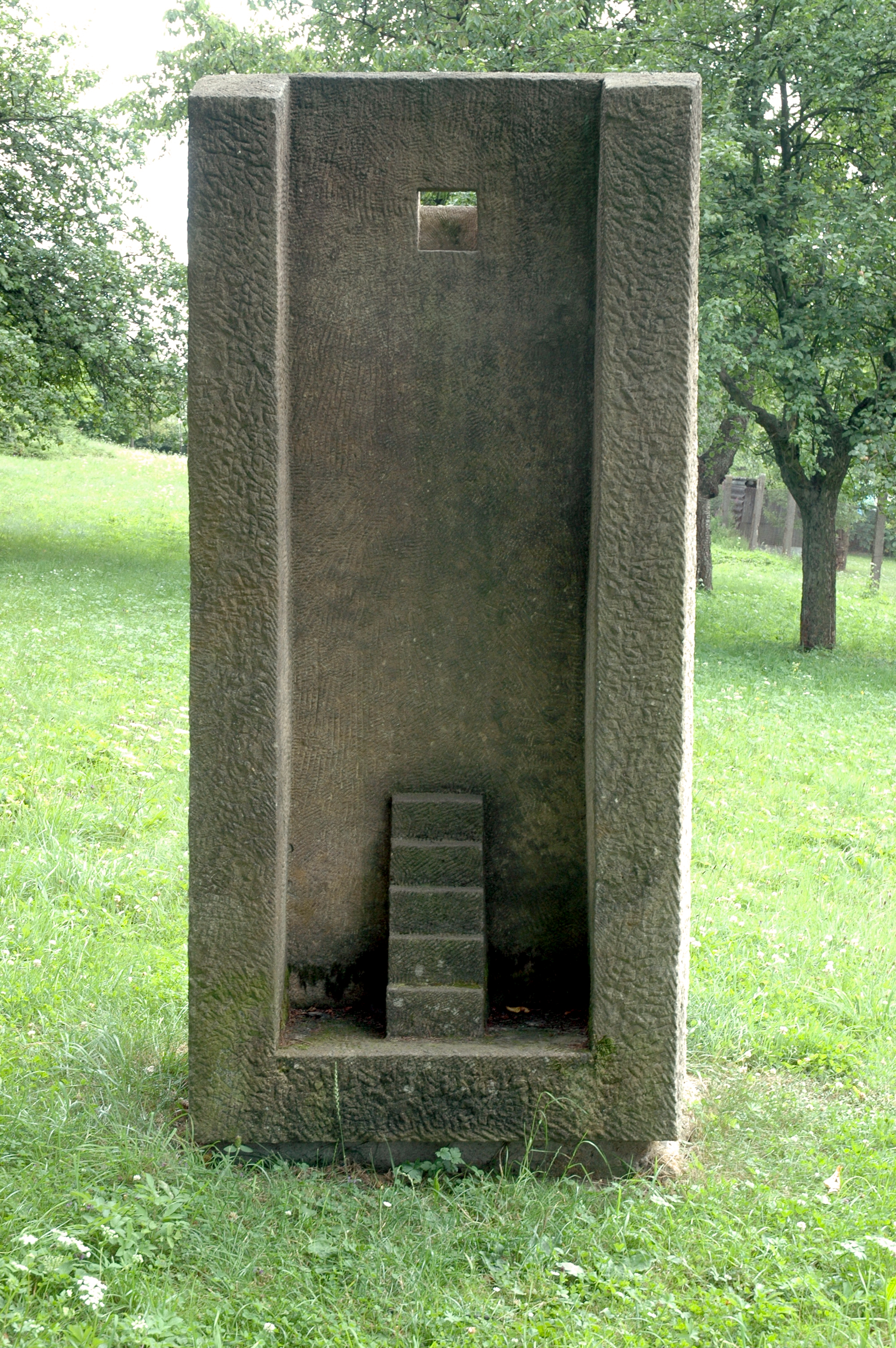
Desire 1999
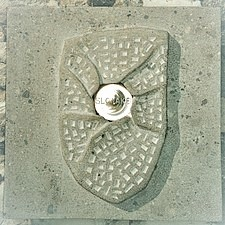
Kaisersteinbruch 2000, „Slowakei“
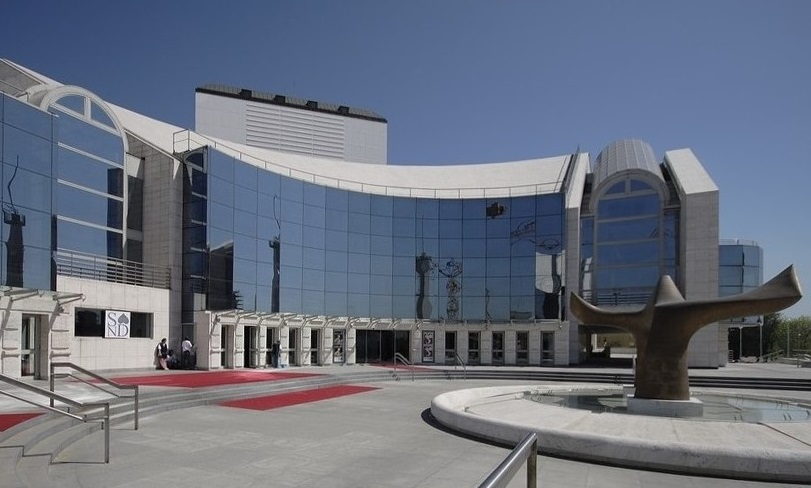
Neues Nationaltheater Bratislava 2007 Peter-Roller-Kaskade

- Symposion Lindabrunn, Tor der Erkenntnis Gemeinschaftsarbeit 1988
- Lagerfriedhof des ehem. Kriegsgefangenenlagers Kaisersteinbruch in Sommerein, Gedenkstein Slowakei

### Teilnahme an Ausstellungen
- 1988 Teilnahme am zweiten „Welt-Festival“ in Bagdad
- Zeitgenössische Kunst Carl Aigner: Künstler Peter Roller, Zyklus 15. „Ferne Nähe“
- November 2022 Galerie Panarte Peter Roller Buenos Aires

(Auswahl):
1977 – FIDEM, Budapest, Ungarn; 1979 – Internationale Medaillenausstellung, London, Großbritannien; 1983 – Ungarisches Symposium, Budapest, Ungarn; 1988 – Internationales Kunstfestival, Bagdad, Irak; 1990 – Czech Fine Arts, Beijing, China; 1992 – Biennale für skulpturale Zeichnung, Budapest, Ungarn; 1993 – Vier aus der Slowakei, Wien, Österreich; 1994 – New Perspective, Newcastle u/Tyne, Großbritannien; 1995 – Bunkers, Lista Fyr, Norwegen; 1996 – Slowakische Skulptur, Straßburg, Frankreich; 1996 – Gerulata in Dänemark, Kalundborg; 1996 – Celebration, Venray, Niederlande; 1997 – Lapidea, Bath, Großbritannien; 1998 – Gerulata, Werkstattgalerie, Heidelberg, Deutschland; 1999 – Bratislava in Cleveland, Cleveland, USA; 2000 – Contemporary Slovak Art, Carrollton, USA; 2000 – EXPO 2000, Hannover, Deutschland; 2001 – Internationale Skulpturenbiennale Toyama, Japan; 2004 – Art Festival, Neusiedl am See, Österreich; 2004 004-Forme Formen der Erde, Formen der Kunst, Israel.